# Robur Siena
AC Siena är en fotbollsklubb från Siena i Italien som bildades 1904.
Historiskt sett så har AC Siena mest spelat i de lägre divisionerna och klubben gjorde debut i Serie A så sent som säsongen 2003/2004 där man nådde en 14:e plats, något som är klubbens bästa resultat hittills.